# Harndrup
Harndrup er en by på Vestfyn med 605 indbyggere  (2025), beliggende 4 km sydøst for Brenderup, 8 km nordøst for Ejby, 27 km vest for Odense og 21 km øst for Middelfart. Byen hører til Middelfart Kommune og ligger i Region Syddanmark. I 1970-2006 hørte byen til Ejby Kommune.

## Sogn og kirke
Harndrup hører til Harndrup Sogn, og Harndrup Kirke ligger i byen. Kirken var privatejet indtil 1951, hvor den overgik til sognet.

## Humlemagasinet
Johannes Kristensen stiftede i 1899 Vestfyens Humlemagasin, som fik til huse i den gamle kirkelade. I 1903 fik han lov til at bygge et humlemagasin på kirkejorden, som hans far, lærer Jørgen Kristensen, ejede. I 1907 blev Johannes Kristensen gift og opførte den nuværende beboelse og stald. I 1914 arvede han selv kirken og kirkejorden, som altså var fri ejendom og ikke knyttet til lærerembedet. Hans søn Svend Kristensen købte 40 tønder land jord, som foruden de 10 tønder land kirkejord blev beplantet med frugttræer.
I 1944 opførte Svend Kristensen et frugthus, som nu rummer humlemuseum, Sigfred Pedersen-museum og selskabslokalet Dagmarsalen. I den tidligere frugtplantage er der nu anlagt haver af mange forskellige typer. Der er cafe i dagligstuen, som er fyldt med møbler, malerier, kunst og nips, samlet gennem 5 generationer. Der er et dukkemuseum og plads til skiftende udstillinger, i 2020 om genforeningen.

## Faciliteter
- Fjelsted Harndrup Børneunivers ligger i Fjellerup midt mellem Fjelsted og Harndrup. Det består af Fjelsted Harndrup Skole med 99 elever, fordelt på 0.-6. klassetrin, SFO'en Valhalla, som 45 børn går i, og børnehaven Regnbuen, der er normeret til 58 børn. Den fælles institution blev dannet i 2012 og har 29 medarbejdere.[3] Efter 6. klasse kommer eleverne til "Anna Trolles Skole" i Brenderup.
- Harndrup Forsamlingshus har en stor sal til 125 personer og en lille sal til 45 personer.[4]
- Byen har Dagli'Brugs og lægehus.

## Historie

### Humle
Området omkring Harndrup og Brenderup kaldes på Fyn "Humleegnen". I 1600-tallet blev forædlet humle importeret fra Pommern og Holsten,
men i 1700-tallet blev dyrkning af humlen udbredt på Nordvestfyn. Det skete efter at Anna Trolle, ejeren af Kærsgård, havde sendt et hold bønder til Preussen for at lære moderne humledyrkning.

### Stationsbyen
I 1899 omtales Harndrup således: "Harndrup (1435: Harendorp), ved Landevejen, med Kirke, Skole, Pogeskole og Mølle;...Kirken tilhører Skolelæreren i Harndrup."
Harndrup fik station på Nordvestfyenske Jernbane (1911-66). Stationen havde 144 m krydsningsspor og 117 m læssespor, der havde blindspor i begge ender, det østligste til enderampe. Nord for stationen fandtes et større bakkeområde med fortrinligt grus, og i 1916 blev der lagt privat sidespor til grusgraven, hvorfra mange vognladninger grus og sten blev transporteret. Harndrup var en af banens mest trafikerede mellemstationer. Stationsbygningen er bevaret på Overgade 4.
Det lave målebordsblad, der er tegnet efter 1916 (fordi det viser grusgravsporet), viser desuden hotel, savværk og idrætsplads.

## Kendte personer
- Sigfred Pedersen (1903-1967), visedigter, litteraturanmelder, maler, skuespiller og restauratør.